# قوس همونغ البدائية
قوس همونغ البدائية أو النشابيّة الجنوب الآسيوية هي قوس تشبه القوس الإفرنجية، تستخدم للحرب والصيد في جنوب شرق آسيا. أصبحت رمزاً للفخر والهوية للمجموعات العرقية من بورما إلى حدود الهند الصينية.